# Katlego Mohamme
Katlego Mohamme, né le 10 mars 1998, est un footballeur international sud-africain. Il évolue actuellement à Mamelodi Sundowns FC comme défenseur central.

## Biographie

### En club

#### Supersport United
Il commence sa carrière professionnelle en 2016 dans son club formateur, Supersport United. Malheureusement pour lui, il n'apparaît pas une seule fois dans le groupe entre 2016 et 2019.

##### Prêt à Sertanense
En juillet 2017, il est prêté à Sertanense afin de gagner du temps de jeu. Le club évolue alors en Segunda Divisão Portuguesa, la troisième division portugaise. Il dispute son premier match le 30 septembre 2017 contre Anadia (victoire 3-1). Il marque son unique but le 28 janvier 2018 face à Marinhense (1-1). Il réalise une saison satisfaisante puisqu'il dispute 23 rencontres sur 30 possibles et l'équipe finit à la quatrième place.

#### University of Pretoria
En juillet 2019, il rejoint l'University of Pretoria en National First Division. Il fait ses débuts le 18 août 2018 lors d'une victoire 1-0 contre Steenberg United.

### En sélection
Il honore sa première sélection avec l'Afrique du Sud lors de la Coupe COSAFA 2019 contre le Botswana. L'équipe s'incline alors aux tirs au but (2-2 5-4).
En 2015, il participe à la Coupe d'Afrique des nations des moins de 17 ans et atteint la finale. Il marque lors d'un match de groupe face au Mali. Il participe également à la Coupe du monde des moins de 17 ans 2015. 
Il prend ensuite part à la Coupe d'Afrique des nations des moins de 20 ans 2017 ainsi qu'à la Coupe d'Afrique des nations des moins de 23 ans 2019 où il termine à la troisième place.

## Palmarès

### En sélection
- Coupe d'Afrique des nations des moins de 23 ans
  - Troisième : 2019
- Coupe d'Afrique des nations des moins de 17 ans
  - Finaliste : 2015